# ماریوس ویرز
ماریوس ویرز (به انگلیسی: Marius Weyers) (زاده ۳ فوریهٔ ۱۹۴۵) بازیگر اهل آفریقای جنوبی است.
از فیلم‌های معروف او می‌توان به بازی در با هم خوشبخت، خدایان باید دیوانه شوند، دیپ‌استار سیکس و غبار سرخ اشاره کرد.